# Cássio Ramos
Cássio Roberto Ramos (Veranópolis, Río Grande del Sur, Brasil, 6 de junio de 1987), conocido simplemente como Cássio, es un futbolista brasileño. Juega de portero y su equipo actual es el Cruzeiro Esporte Clube de la Serie A de Brasil, máxima categoría del fútbol brasileño.

## Trayectoria

### Grêmio
Hizo su debut profesional para Grêmio contra el Fluminense en la victoria por 2-1, el 26 de octubre de 2006. Lo curioso de este encuentro es que Cássio debuta brindando una asistencia, desde su propia área, para el gol de la victoria que sería convertido por el argentino Germán Herrera.
Tras la lesión de Rodrigo Galatto, Cássio sería durante toda la temporada el suplente de Marcelo Grohe, sin volver a sumar ningún minuto en cancha.

### Etapa en Países Bajos
Comenzó su primer partido con el PSV en enero de 2009. Poco después, el exportero de la selección brasileña sub-20 de 21 años se mudó al Sparta de Róterdam hasta el final de la temporada. En la temporada 2011-12 jugó en el segundo equipo. El 28 de septiembre de 2011 se rescindió su contrato de mutuo acuerdo y Cássio regresó a Brasil.

### Éxito rotundo en Corinthians

Cássio (en el medio), David Luiz y Paolo Guerrero reciben sus premios individuales tras la final de la Copa Mundial de Clubes de la FIFA 2012.

A finales de 2011, tras rescindir su contrato con el PSV Eindhoven, Cássio fichó por el Corinthians. El 27 de abril de 2012, fue nombrado portero titular en sustitución de Júlio César, ex portero número uno del club. Debutó en la Copa Libertadores 2012 el 2 de mayo de 2012, en un partido ante el Emelec en octavos de final. El resultado fue un empate sin goles y Cássio fue elegido Mejor Jugador del Partido tras una gran actuación. Luego hizo 7 apariciones más para el Corinthians en la competencia, lo que ayudó al equipo a convertirse en campeón, incluida una salvada milagrosa contra el Vasco da Gama en el partido de vuelta de los cuartos de final. El 16 de diciembre de 2012, Cássio ayudó al Corinthians a vencer al Chelsea por 1-0 en la final del Mundial de Clubes.
El 10 de julio de 2022 llegó a su partido número 600 con la camiseta de Corinthians, en un partido frente a Flamengo, correspondiente a la fecha 16 del Campeonato Brasileño.

## Selección nacional
Ha sido internacional en la categoría Sub-20 con Brasil y jugó para el Mundial Sub-20 en Canadá.
La primera convocatoria llegó en 2007 por Dunga para dos partidos amistosos contra Chile y Ghana. Tenía 19 años y fue llamado a filas por la lesión de Helton; y también porque Dunga estaba llamando a algunos jugadores menores de la edad olímpica para prepararse para los Juegos Olímpicos de Verano de 2008. Finalmente, llegó al equipo preliminar para los Juegos de Beijing, pero perdió un lugar en la lista final ante Renan y Diego Alves.
En agosto de 2012, Cássio fue convocado por Mano Menezes para dos amistosos contra Sudáfrica y China.
Fue convocado por el seleccionador de Brasil, Dunga en 2015 para dos partidos de clasificación para la Copa Mundial de 2018 y Tite volvió a convocarlo tres veces en el segundo semestre de 2017 para cuatro partidos consecutivos de la clasificación para la Copa Mundial de la FIFA 2018 y dos amistosos. Jugó su primer partido internacional con el equipo de los once primeros el 10 de noviembre de 2017, entrando como sustituto de Alisson para la segunda mitad del amistoso contra Japón. Su participación fue mínima debido a los limitados intentos de gol de Japón, pero acabó concediendo dos goles de Makino y Sugimoto, aunque el de este último fue anulado.
En mayo de 2018 fue nombrado en la última plantilla de 23 hombres de Tite para la Copa Mundial de la FIFA 2018 en Rusia. También formó parte del equipo ganador de la Copa América 2019.

### Participaciones en Copas del Mundo
| Copa                     | Sede   | Resultado        | Partidos | Goles |
| ------------------------ | ------ | ---------------- | -------- | ----- |
| Copa Mundial Sub-20 2007 | Canadá | Octavos de final | 4        | -9    |
| Copa Mundial 2018        | Rusia  | Cuartos de final | 0        | 0     |

### Participaciones en Copa América
| Copa              | Sede   | Resultado | Partidos | Goles |
| ----------------- | ------ | --------- | -------- | ----- |
| Copa América 2019 | Brasil | Campeón   | 0        | 0     |

## Estadísticas

### Clubes
| Club | Div.          | Temporada     | Liga  | Liga  | Liga estatal(1) | Liga estatal(1) | Copas nacionales(2) | Copas nacionales(2) | Torneos internacionales(3) | Torneos internacionales(3) | Otros(4) | Otros(4) | Total | Total |
| Club | Div.          | Temporada     | Part. | Goles | Part.           | Goles           | Part.               | Goles               | Part.                      | Goles                      | Part.    | Goles    | Part. | Goles |
| --- | ------------- | ------------- | ----- | ----- | --------------- | --------------- | ------------------- | ------------------- | -------------------------- | -------------------------- | -------- | -------- | ----- | ----- |
| Grêmio F. B. P. A. · Brasil | 1.ª           | 2006          | 1     | 0     | 2               | 0               | —                   | —                   | —                          | —                          | —        | —        | 3     | 0     |
| PSV Eindhoven · Países Bajos | 1.ª           | 2007-08       | 0     | 0     | —               | —               | —                   | —                   | —                          | —                          | —        | —        | 0     | 0     |
| PSV Eindhoven · Países Bajos | 1.ª           | 2008-09       | 1     | 0     | —               | —               | 1                   | 0                   | —                          | —                          | —        | —        | 2     | 0     |
| Sparta de Róterdam · Países Bajos | 1.ª           | 2008-09       | 14    | 0     | —               | —               | 0                   | 0                   | —                          | —                          | —        | —        | 14    | 0     |
| PSV Eindhoven · Países Bajos | 1.ª           | 2009-10       | 0     | 0     | —               | —               | 0                   | 0                   | —                          | —                          | —        | —        | 0     | 0     |
| PSV Eindhoven · Países Bajos | 1.ª           | 2010-11       | 2     | 0     | —               | —               | 0                   | 0                   | 1                          | 0                          | –        | –        | 3     | 0     |
| PSV Eindhoven · Países Bajos | Total club    | Total club    | 3     | 0     | —               | —               | 1                   | 0                   | 1                          | 0                          | —        | —        | 5     | 0     |
| S. C. Corinthians · Brasil | 1.ª           | 2012          | 32    | 0     | 1               | 0               | 0                   | 0                   | 8                          | 0                          | 2        | 0        | 43    | 0     |
| S. C. Corinthians · Brasil | 1.ª           | 2013          | 29    | 0     | 8               | 0               | 3                   | 0                   | 7                          | 0                          | 2        | 0        | 49    | 0     |
| S. C. Corinthians · Brasil | 1.ª           | 2014          | 35    | 0     | 8               | 0               | 8                   | 0                   | —                          | —                          | —        | —        | 51    | 0     |
| S. C. Corinthians · Brasil | 1.ª           | 2015          | 35    | 0     | 13              | 0               | 2                   | 0                   | 10                         | 0                          | —        | —        | 60    | 0     |
| S. C. Corinthians · Brasil | 1.ª           | 2016          | 21    | 0     | 13              | 0               | 2                   | 0                   | 8                          | 0                          | —        | —        | 44    | 0     |
| S. C. Corinthians · Brasil | 1.ª           | 2017          | 35    | 0     | 17              | 0               | 6                   | 0                   | 6                          | 0                          | —        | —        | 64    | 0     |
| S. C. Corinthians · Brasil | 1.ª           | 2018          | 27    | 0     | 18              | 0               | 8                   | 0                   | 7                          | 0                          | —        | —        | 60    | 0     |
| S. C. Corinthians · Brasil | 1.ª           | 2019          | 32    | 0     | 18              | 0               | 7                   | 0                   | 10                         | 0                          | —        | —        | 67    | 0     |
| S. C. Corinthians · Brasil | 1.ª           | 2020          | 36    | 0     | 15              | 0               | 2                   | 0                   | 2                          | 0                          | —        | —        | 55    | 0     |
| S. C. Corinthians · Brasil | 1.ª           | 2021          | 37    | 0     | 11              | 0               | 4                   | 0                   | 6                          | 0                          | —        | —        | 58    | 0     |
| S. C. Corinthians · Brasil | 1.ª           | 2022          | 34    | 0     | 12              | 0               | 9                   | 0                   | 9                          | 0                          | —        | —        | 64    | 0     |
| S. C. Corinthians · Brasil | 1.ª           | 2023          | 37    | 0     | 11              | 0               | 8                   | 0                   | 10                         | 0                          | —        | —        | 66    | 0     |
| S. C. Corinthians · Brasil | 1.ª           | 2024          | 3     | 0     | 10              | 0               | 1                   | 0                   | 3                          | 0                          | —        | —        | 17    | 0     |
| S. C. Corinthians · Brasil | Total club    | Total club    | 370   | 0     | 155             | 0               | 58                  | 0                   | 80                         | 0                          | 4        | 0        | 712   | 0     |
| Cruzeiro E. C. · Brasil | 1.ª           | 2024          | 21    | 0     | —               | —               | —                   | —                   | 7                          | 0                          | —        | —        | 28    | 0     |
| Cruzeiro E. C. · Brasil | 1.ª           | 2025          | 15    | 0     | 8               | 0               | 2                   | 0                   | 4                          | 0                          | 0        | 0        | 29    | 0     |
| Cruzeiro E. C. · Brasil | Total club    | Total club    | 36    | 0     | 8               | 0               | 2                   | 0                   | 11                         | 0                          | 0        | 0        | 57    | 0     |
| Total carrera | Total carrera | Total carrera | 409   | 0     | 157             | 0               | 59                  | 0                   | 88                         | 0                          | 4        | 0        | 763   | 0     |
| (1) Incluye datos del Campeonato Gaúcho y Campeonato Paulista. (2) Incluye datos de la Copa de los Países Bajos y Copa de Brasil. (3) Incluye datos de la Liga Europa de la UEFA, Copa Libertadores y Copa Sudamericana. (4) Incluye datos de la Copa Mundial de Clubes de la FIFA y Recopa Sudamericana. |               |               |       |       |                 |                 |                     |                     |                            |                            |          |          |       |       |

### Selección nacional
| Selección                | Año                      | Partidos | Goles |
| ------------------------ | ------------------------ | -------- | ----- |
| Sub-20                   | 2006-07                  | 11       | 0     |
| Total                    | Total                    | 11       | 0     |
| Absoluta                 | 2017                     | 1        | 0     |
| Total                    | Total                    | 1        | 0     |
| Total Selecciones Brasil | Total Selecciones Brasil | 12       | 0     |

## Palmarés

### Campeonatos estatales
| Título              | Club               | Sede               | Año  |
| ------------------- | ------------------ | ------------------ | ---- |
| Campeonato Gaúcho   | Grêmio F. B. P. A. | Río Grande del Sur | 2006 |
| Campeonato Paulista | S. C. Corinthians  | São Paulo          | 2013 |
| Campeonato Paulista | S. C. Corinthians  | São Paulo          | 2017 |
| Campeonato Paulista | S. C. Corinthians  | São Paulo          | 2018 |
| Campeonato Paulista | S. C. Corinthians  | São Paulo          | 2019 |

### Campeonatos nacionales
| Título                        | Club              | País         | Año  |
| ----------------------------- | ----------------- | ------------ | ---- |
| Eredivisie                    | PSV Eindhoven     | Países Bajos | 2008 |
| Supercopa de los Países Bajos | PSV Eindhoven     | Países Bajos | 2008 |
| Brasileirão                   | S. C. Corinthians | Brasil       | 2015 |
| Brasileirão                   | S. C. Corinthians | Brasil       | 2017 |

### Campeonatos internacionales
| Título                            | Club                       | Sede      | Año  |
| --------------------------------- | -------------------------- | --------- | ---- |
| Campeonato Sudamericano Sub-20    | Selección de Brasil sub-20 | Paraguay  | 2007 |
| Copa Libertadores                 | S. C. Corinthians          | São Paulo | 2012 |
| Copa Mundial de Clubes de la FIFA | S. C. Corinthians          | Yokohama  | 2012 |
| Recopa Sudamericana               | S. C. Corinthians          | São Paulo | 2013 |
| Copa América                      | Selección de Brasil        | Brasil    | 2019 |

### Distinciones individuales
| Distinción                                           | Año  |
| ---------------------------------------------------- | ---- |
| Balón de Oro de la Copa Mundial de Clubes de la FIFA | 2012 |
| Equipo ideal del Brasileirão                         | 2015 |
| Mejor portero de Brasil                              | 2015 |
| Mejor portero de Brasil                              | 2017 |
| Equipo ideal del Campeonato Paulista                 | 2019 |
| Premio Craque do Campeonato Paulista                 | 2019 |
| Equipo ideal del Campeonato Paulista                 | 2020 |
| Mejor portero de Brasil                              | 2022 |
| Bola de Prata                                        | 2022 |
| Mejor portero de la Copa de Brasil                   | 2022 |